# No Pads, No Helmets...Just Balls
No Pads, No Helmets…Just Balls je debutové album kapely Simple Plan z roku 2002. Album vyšlo u vydavatelství Atlantic Records.

## Seznam skladeb
| Pořadí         | Název                   | Délka |
| -------------- | ----------------------- | ----- |
| 1.             | I'd Do Anything         | 3:17  |
| 2.             | The Worst Day Ever      | 3:27  |
| 3.             | You Don't Mean Anything | 2:28  |
| 4.             | I'm Just A Kid          | 3:18  |
| 5.             | When I'm With You       | 2:37  |
| 6.             | Meet You There          | 4:14  |
| 7.             | Addicted                | 3:52  |
| 8.             | My Alien                | 3:08  |
| 9.             | God Must Hate Me        | 2:44  |
| 10.            | I Won't Be There        | 3:09  |
| 11.            | One Day                 | 3:15  |
| 12.            | Perfect                 | 4:37  |
| Celková délka: | Celková délka:          | 46:42 |